# 하파에우 하탕
하파에우 하탕(포르투갈어: Rafael Ratão, 1995년 11월 30일 ~ )는 브라질 출신의 축구 선수이며 현재 프랑스 리그 1 팀 툴루즈 FC에서 활약 중이며 포지션은 공격수이다. K리그 등록명은 하파엘이다.

## 클럽 경력

### 충주 험멜
2016년 시즌 중반 임대로 충주 험멜에 입단하였다.
10월 1일 부천 FC 1995와의 경기서 K리그 데뷔골을 성공시켰다.
10월 15일 안산 무궁화 FC전에서 4골을 기록하며 팀의 8 : 1 대승을 이끌었고, 이날 경기 MOM에 선정되었다.

### 툴루즈 FC
2021년 7월에 툴루즈 FC에 입단하였다. 2021-22년 시즌에 툴루즈 FC의 프랑스 리그 2 우승과 리그 1으로 승격에 기여하였다.
리그 1 2022-23 시즌 초에 승격하여서 제2라운드 트루아 원정 경기에서 원정골을 넣어서 툴루즈의 원정 경기 승리에 기여하였다.